# Шурашенер
Шурашене́р (рос. Шаршенер, марій. Шӱрашэҥер) — присілок у складі Сернурського району Марій Ел, Росія. Входить до складу Чендемеровського сільського поселення.

## Населення
Населення — 54 особи (2010; 58 у 2002).
Національний склад (станом на 2002 рік):
- марі — 100 %